# Еквівалентний діаметр трубопроводу
Еквівалентний діаметр трубопроводу — поняття, яке використовується при розрахунку трубопроводів нециліндричної форми (овальні, прямокутні) і відповідає діаметру круглого трубопроводу, що створює аналогічні втрати на тертя, що і наявний трубопровід нециліндричної форми при однаковій їх довжині. Існують різноманітні формули розрахунку еквівалентного діаметра для різних геометричних форм трубопроводів, але в загальному випадку застосовується така формула:
dе = 4F/P
Dе — еквівалентний діаметр трубопроводу, м
F — площа поперечного перерізу трубопроводу, м
Р — внутрішній периметр поперечного перерізу трубопроводу, м
Очевидно, що для трубопроводу циліндричної форми еквівалентний та внутрішній діаметри збігатимуться. У разі відкритих каналів формула розрахунку еквівалентного діаметра змінюється:

Форма змоченого периметра для різних типів каналів

dе = 4F/Pз
dе — еквівалентний діаметр каналу, м
F — площа поперечного перерізу потоку рідини, м
Рс — змочений периметр, м .

## Дивю також
- Трубопровід
- Гідравлічний опір у трубопроводі